# یویا تاکاکی
یویا تاکاکی (انگلیسی: Yuya Takaki؛ زادهٔ ۲۶ مارس ۱۹۹۰) یک موسیقی‌دان اهل ژاپن است.